# Àngel Aguiló i Miró
Àngel Aguiló i Miró (Barcelona, 3 de setembre de 1875 - 1947) fou un erudit, arxiver i bibliotecari català.
Fill de Marià Aguiló i Fuster i de Catalina Maria Miró Valls, fou germà de Buenaventura, Jaume Antonio Maria i Andrés Aguiló Miró, es llicencià en Filosofia i Lletres per la Facultat de Filosofia i Lletres de la Universitat de Barcelona. Funcionari del Cos Facultatiu d'Arxivers, Bibliotecaris i Arqueòlegs per oposició des del 31 de maig del 1901, fou arxiver i bibliotecari de la Biblioteca Universitària de Barcelona, sent jubilat forçosament d'aquest càrrec el 20 de febrer de 1937. S'encarregà de l'edició pòstuma d'algunes obres del seu pare, Marià Aguiló i Fuster, com Lo llibre de la Mort (1899), Lo llibre de l'Amor (1901), etc. També publicà alguns treballs d'investigació i d'erudició.